# Harley Saito
Pour les articles homonymes, voir Saito.
Harley Saito (ハーレー斉藤, Hārē Saitō), née Sayori Saito (斉藤 さより, Saitō Sayori) le 21 décembre 1967 et morte le 15 décembre 2016, est une lutteuse professionnelle japonaise. 

## Biographie
Harley Saito a passé une grande partie de sa carrière pour Ladies Legend Pro-Wrestling.
En 2016, Saito a été diagnostiquée avec un cancer de l'œsophage. Après une année de lutte contre la maladie, Saito est décédée le 15 décembre 2016, à peine six jours de son 49e anniversaire.